# Let Go
Let Go е дебютният албум на канадската изпълнителка Аврил Лавин. Издаден е на 4 юни 2002 г. от Ариста Рекърдс и 6 месеца по-късно е обявен за четворно платинен от Recording Industry Association of America. През 2003 г. Лавин има 6 номинации за наградите Juno и печели 4 от тях. Номинирана е 8 пъти за наградите Грами, но не е печелила такава.
Албумът е обявен за най-добрия дебютен поп албум за 2002 г., като в САЩ е 7 пъти платинен. До 2011 г. от албума са продадени над 16 милиона копия в световен мащаб. Това е най-добре продаваният албум на Лавин. Албумът е представен на турнето Try To Shut Me Up Tour (декември 2002 – юни 2003 г.).

## Списък с песни

### Оригинален траклист
1. Losing Grip – 3:54
2. Complicated – 4:04
3. Sk8er Boi – 3:24
4. I'm with You – 3:44
5. Mobile – 3:31
6. Unwanted – 3:41
7. Tomorrow – 3:49
8. Anything but Ordinary – 4:12
9. Things I'll Never Say – 3:44
10. My World – 3:27
11. Nobody's Fool – 3:57
12. Too Much to Ask – 3:46
13. Naked – 3:26

### Японско издание
1. Why – 4:00

### Японско tour издание (DVD)
1. Complicated (видеоклип)
2. Sk8er Boi (видеоклип)
3. I'm with You (видеоклип)
4. A Day in the Life (видеоклип)

### Tour издание (VCD)
1. Get Over It
2. Why
3. Unwanted (на живо)
4. I'm with You (на живо)
5. Nobody's Fool (на живо)
6. A Day in the Life (NYC EPK)
7. Footage
8. Complicated (видеоклип)
9. Sk8er Boi (видеоклип)
10. I'm with You (видеоклип)
11. Losing Grip (видеоклип)

### Японско специално издание
1. Complicated (ТВ версия) – 4:05
2. Sk8er Boi (ТВ версия) – 3:24
3. I'm with You (ТВ версия) – 3:46
4. Losing Grip (ТВ версия) – 3:53

### Sketch Book издание
1. Complicated (Matrix Mix)

### Бонус CD
1. Fuel (на живо от MTV Icon)
2. Basket Case (на живо от Дъблин)
3. Unwanted (на живо от Дъблин)
4. Sk8er Boi (на живо от Дъблин)
5. Knockin' on Heaven's Door (на живо от Buffalo)
6. Why

### Бонус DVD
1. Sk8er Boi
2. Nobody's Fool
3. Mobile
4. Anything but Ordinary
5. Losing Grip
6. Naked
7. Too Much to Ask
8. I Don't Give
9. Basket Case
10. My World
11. I'm with You
12. Complicated
13. Unwanted
14. Tomorrow
15. Knockin' on Heaven's Door
16. Thing's I'll Never Say
17. Avril's Cut (зад кадър)
18. Outtakes
19. „Фото галерия“
20. Complicated (видеоклип)
21. I'm with You (видеоклип)
22. Knockin' on Heaven's Door (видеоклип)
23. Losing Grip (видеоклип)
24. Sk8er Boi (видеоклип)

## Сингли
- Complicated е водещият сингъл на албума. Песента има 2 номинации за Грами – за песен на годината и за най-добро поп изпълнение от жена.
- Sk8er Boi е с поп пънк звучене.
- I'm with You е издадена като сингъл през ноември 2002 г. и достига № 4 в Billboard Hot 100. Песента има 2 номинации за Грами в същите категории като Complicated.
- Losing Grip е четвъртият сингъл в албума. През 2004 г. е номиниран за Грами за най-добро рок изпълнение от жена. Това е най-неуспешният сингъл в албума.